# Greg Phillinganes
Gregory Arthur Phillinganes ( Detroit, Míchigan, 12 de maig de 1956) és un teclista, músic de sessió i compositor nord-americà.

## Biografia
Encara que se'l coneix més com a músic de sessió, de 1976 a 1981, Phillinganes va ser membre de la banda Wonderlove, de Stevie Wonder, i durant la dècada de 1980, de la banda d'Eric Clapton.
A partir de 1979, Phillinganes va ser el director musical participant en tots els àlbums de Michael Jackson.
De 2004 a 2008, Phillinganes va ser membre de la banda Toto, havent substituït a David Paich .
Com a compositor, ha escrit cançons per als Brothers Johnson i Lionel Richie, i també ha coescrit cançons amb Paulinho Da Costa.

### En solitari
- 1981 Significant Gains
- 1984 Pulse

### Com a músic de sessió
- 1976 Songs in the Key of Life (Stevie Wonder)
- 1979 Off the Wall (Michael Jackson)
- 1981 The Dude (Quincy Jones)
- 1982 The Nightfly ( Donald Fagen )
- 1982 Thriller (Michael Jackson)
- 1983 Hearts and Bones (Paul Simon)
- 1983 Can't Slow Down (Lionel Richie)
- 1986 August (Eric Clapton)
- 1987 Bad (Michael Jackson)
- 1987 E. SP (Bee Gees)
- 1989 Journeyman (Eric Clapton)
- 1991 Dangerous (Michael Jackson)
- 2006 Falling In Between (Toto)
- 2007 Falling In Between Live (Toto)
- 2009 More to Say (Terri Lyne Carrington)